# Sedum hoi
Sedum hoi är en fetbladsväxtart som beskrevs av X.F.Jin och B.Y.Ding. Sedum hoi ingår i Fetknoppssläktet som ingår i familjen fetbladsväxter. Inga underarter finns listade i Catalogue of Life.